# Robert Floyd
Robert W (Bob) Floyd (8 de juny de 1936 – 25 de setembre de 2001) fou un pioner de la informàtica.
Entre les seves contribucions es troben el disseny de l'algorisme Floyd-Warshall (desenvolupador independentment de Stephen Warshall), que troba de forma eficient tots els camins més curts en un graf, l'algorisme de Floyd per trobar cicles en una seqüència, i la seva feina en anàlisi sintàctica. En un sol article va introduir el concepte important de difusió d'errors en el renderitzat d'imatges, anomenat també algorisme de Floyd-Steinberg. Una altra fita destacada fou la seva feina pionera en el camp de la verificació formal de programes amb assercions lògiques amb l'article de 1967 Assigning Meanings to Programs. Això va ser una contribució important al que es va acabar anomenant lògica de Hoare.

## Biografia
Nascut a Nova York, Floyd va acabar l'escola als 14 anys. A la Universitat de Chicago, va obtenir la llicenciatura en arts liberals el 1953 (amb només 17 anys) i una segona llicenciatura en Física el 1958. A la universitat, Floyd va ser company d'habitació de Carl Sagan.
Floyd va començar a treballar a l'Armour Research Foundation (ara IIT Research Institute) a l'Illinois Institute of Technology els anys 50. Va passar a fer d'operador informàtic a principis dels anys 60, i va començar a publicar molts articles notables, sobretot en el camp de l'anàlisi sintàctica. Fou pioner de les gramàtiques amb precedència d'operadors, i se'l considera el creador del camp de la semàntica de llenguatges de programació amb un seu article: Floyd (1967). El van nomenar professor associat a Carnegie Mellon als 27 anys i sis anys més tard va arribar a professor titular a Stanford. Va aconseguir el lloc sense tenir el doctorat.
L'any 1978 va aconseguir el Premi Turing "per tenir una influència clara en metodologies per a la creació de programari eficient i fiable, i per ajudar a la fundació de les següents branques importants de la informàtica: la teoria de l'anàlisi sintàctica, la semàntica de llenguatges de programació, la verificació automàtica de programes, la síntesi automàtica de programes, i l'anàlisi d'algorismes".
Floyd va col·laborar molt amb Donald Knuth, va ser el corrector principal del seu llibre crucial The Art of Computer Programming, i és la persona que s'hi cita més vegades. Floyd va dirigir 7 tesis doctorals.
Floyd es va casar i divorciar dos cops, un d'ells amb la també informàtica Christiane Floyd, i va tenir quatre fills. Els últims anys, va patir una malaltia neurodegenerativa, la malaltia de Pick i es va retirar anticipadament el 1994 (als 58 anys). Era aficionat a fer excursions i al backgammon.

## Selecció de publicacions
- Floyd, Robert W. «Assigning Meaning to Programs». A: Mathematical Aspects of Computer Science. 19.  American Mathematical Society, 1967, p. 19–32. ISBN 0821867288.[Enllaç no actiu]
- Floyd, R. W. «The paradigms of programming». Communications of the ACM, 22, 8, 1979, pàg. 455. DOI: 10.1145/359138.359140.